# Van der Meer-formule

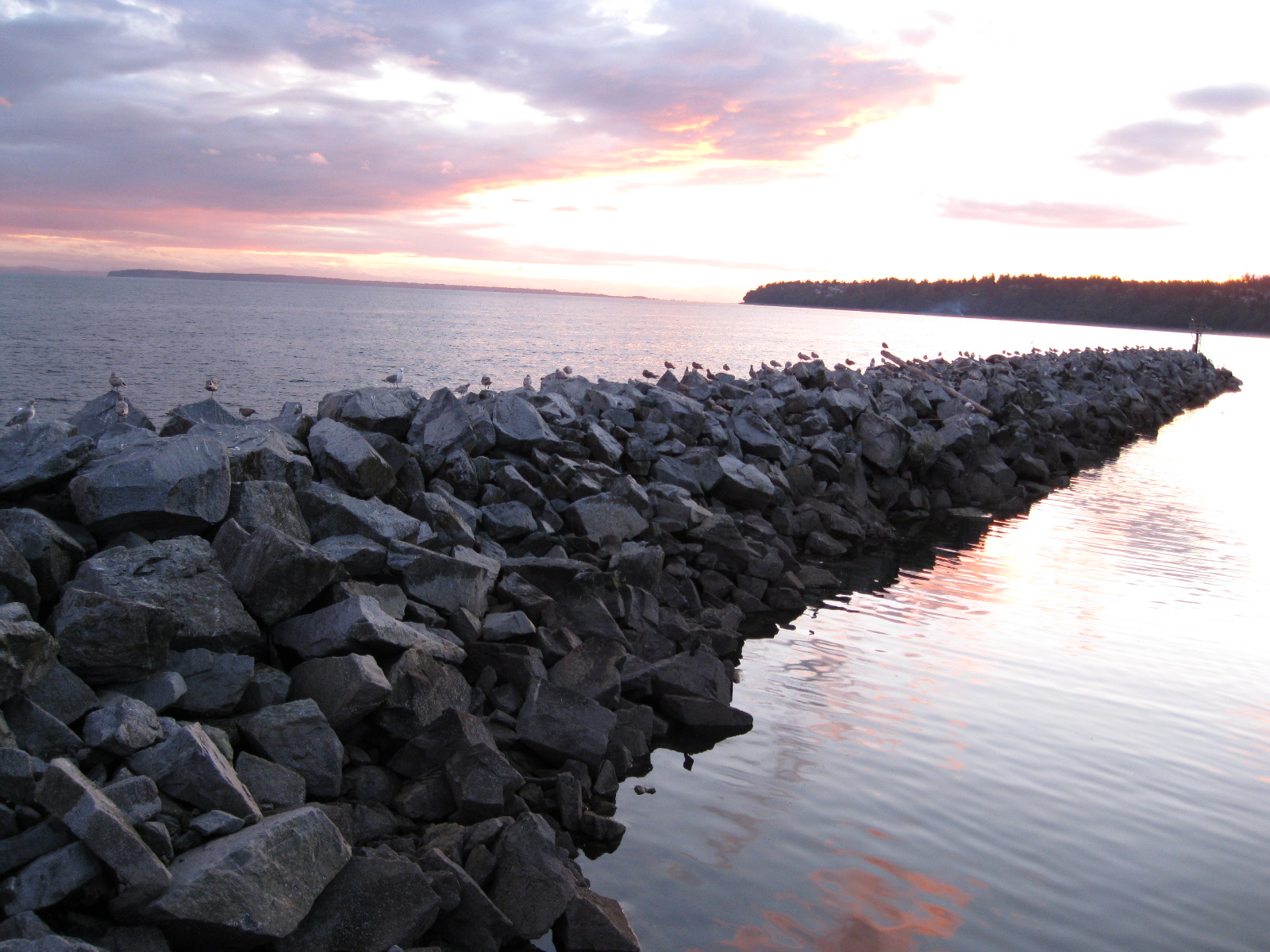
Waterbouwsteen waarvan de grootte met de Van der Meer-formule te berekenen is

De Van der Meer-formule is een formule voor het berekenen van het benodigde steengewicht voor waterbouwsteen onder invloed van (wind)golven. Dit is noodzakelijk voor het ontwerpen van golfbrekers, dijkbekleding en oeverbekleding. Rond 1985 bleek dat de op dat moment in gebruik zijnde Hudson-formule aanzienlijke beperkingen had (alleen geldig voor doorlatende golfbrekers en steile (storm) golven). Daarom is in opdracht van Rijkswaterstaat door Deltares onderzoek gedaan naar een meer volledige formule. Dit onderzoek, uitgevoerd door Jentsje van der Meer resulteerde in 1988 in de Van der Meer-formule, zoals beschreven in zijn proefschrift.   Deze formule luidt:
{\displaystyle {\frac {H_{s}}{\Delta \cdot d_{n50}}}={\begin{cases}c_{p}P^{0.18}\left({\frac {S}{\sqrt {N}}}\right)^{0.2}\xi _{m}^{-0.5}&{\mbox{als }}\xi _{m}<\xi {cr}\quad [plunging]\\c_{s}P^{-0.13}\left({\frac {S}{\sqrt {N}}}\right)^{0.2}\xi _{m}^{P}{\sqrt {cot\alpha }}&{\mbox{als }}\xi _{m}\geq \xi {cr}\quad [surging]\end{cases}}}
en
{\displaystyle \xi _{cr}=\left[{\frac {c_{p}}{c_{s}}}P^{0.31}{\sqrt {tan\alpha }}\right]^{\frac {1}{P+0.5}}}
In deze formule is:
Hs = Significante golfhoogte aan de teen van de constructie
Δ = relatieve dichtheid van de steen (= (ρs -ρw)/ρw') waarin ρs de dichtheid van de steen en ρw de dichtheid van het water is
dn50 = nominale steendiameter
α = taludhelling
P = schijnbare doorlatendheid (notional permeability)
S = Schadegetal
N = aantal golven in de storm
ξm = het Iribarrengetal berekend met de Tm
Voor ontwerpdoeleinden wordt voor de  coëfficiënt cp de waarde 5,2 aanbevolen, en voor  cs de waarde 0,87.

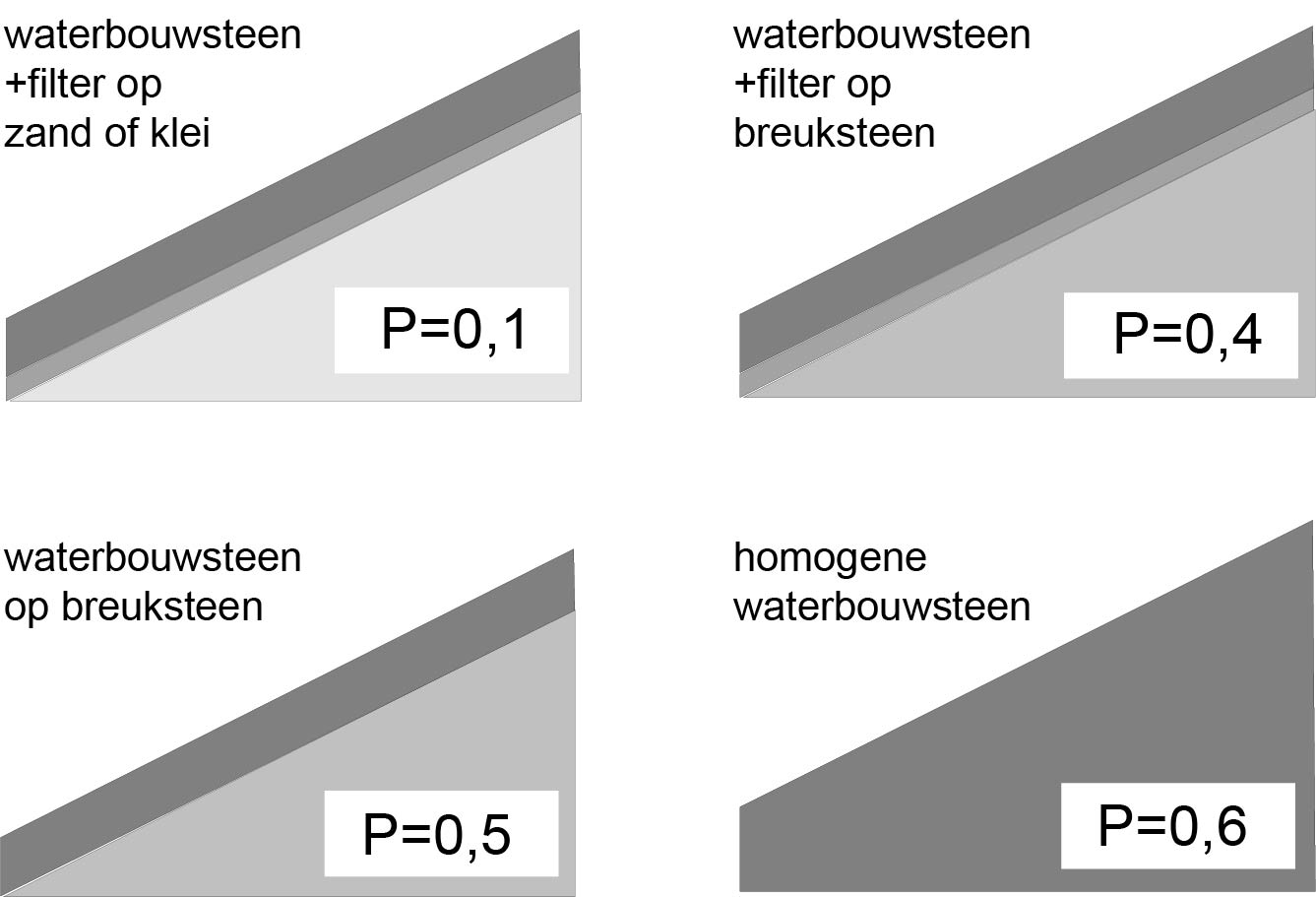
Schijnbare doorlatendheid volgens Van der Meer (1988)

De waarde van P kan afgelezen worden uit bijgaande grafiek. Er is tot op dit moment nog geen goede methode voor het bepalen van P anders dan met bijgaande plaatjes. Onderzoek is gaande om te proberen de waarde van P te bepalen met rekenmodellen die de waterbeweging in de golfbreker kunnen simuleren (openFOAM modellen).
De waarde van het schadegetal S is gedefinieerd als
{\displaystyle S={\frac {A}{d_{n50}^{2}}}}
waarin A de oppervlakte van het erosiegebied is. Toelaatbare waarden voor S zijn:

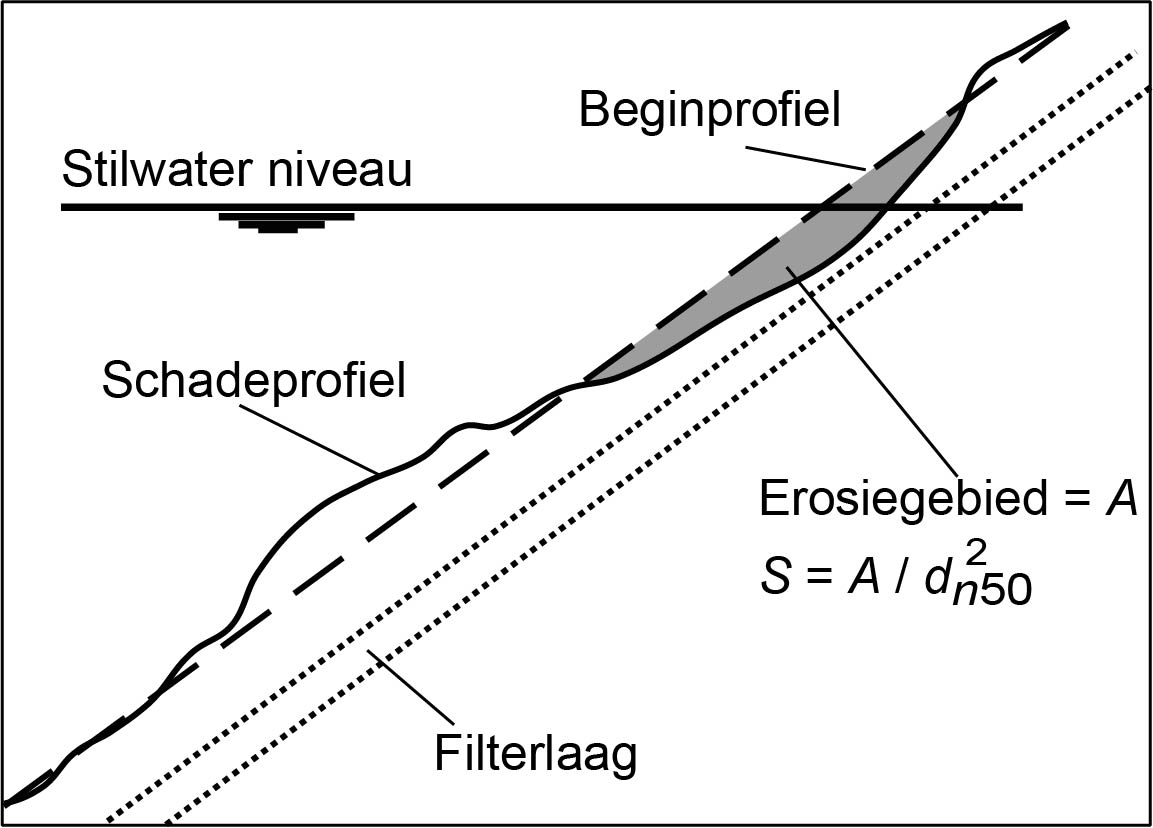
Definitie van het schadegebied in de Van der Meer-formule

| Taludhelling | Begin van schade | Gemiddelde schade, reparatie nodig | Falen (kern ligt bloot) |
| ------------ | ---------------- | ---------------------------------- | ----------------------- |
| 1:1,5        | 2                | 3-5                                | 8                       |
| 1:2          | 2                | 4-6                                | 8                       |
| 1:3          | 2                | 6-9                                | 12                      |
| 1:4          | 3                | 8-12                               | 17                      |
| 1:6          | 3                | 8-12                               | 17                      |